# Rihoko Yoshida
Rihoko Yoshida (吉田 理保子 Yoshida Rihoko?, Tokio, 24 de enero de 1949) es una exactriz de voz japonesa. Entre sus papeles más notables se encuentran Megu-chan en Majokko Megu-chan, Monsley en Mirai Shonen Konan, Maria Grace Fleed en UFO Robo Grendizer, Michiru en Getter Robo, Klara en Heidi, Rosalie Lamorliere en La rosa de Versalles, Miwa Uzuki en Kotetsu Jeeg, Kurama en Urusei Yatsura y Machiko en Maicchingu Machiko-sensei. Se retiró de la actuación de voz en 1998.

## Filmografía

### Animación televisiva
- Mirai Shōnen Konan como Monsley
- Ai Shōjo Pollyanna Monogatari (Televisión) como Della
- Alpes no Shōjo Heidi (televisión) como Klara Sesemann
- Animación Kiko Marco Polo ningún Boken (televisión) como Oruje
- Emblema de flecha Magnífico Prix ningún Taka (televisión) como Katori Rie
- Ataque encima Mañana (televisión) como Asuka Ichijo
- Azuki-chan (Televisión) como Shino
- Semilla azul (televisión) como Willow Árbol (voz de)
- Bosco Daiboken (televisión) como Damia
- Detective Conan (televisión) como Eiko (ep 19)
- Cazador de ciudad (televisión) como Corazón de Ángel (Epi 25)
- Compilador (OAV) como Carga
- Cutey Miel (televisión) como Aki Natsuko "Natchan"
- Cyborg 009 (televisión) como Mici (ep 2)
- Doraemon (Televisión) como Jamako (1973)
- Fuerza de hiel 2 - Destrucción (OAV) como Viaje
- Fuerza de hiel 3 - Stardust Guerra (OAV) como Viaje
- Gatchaman (Televisión)
- GeGeGe Ningún Kitaro (abril de televisión 1996)
- Genesis Superviviente Gaiarth (OAV) como Ayatolla (Ep 3)
- Getter Robo (Televisión) como Michiru Saotome
- Getter Robo G (televisión) como Michiru Saotome
- Goliath El Super Luchador (televisión) como Kida
- Gude Cresta (OAV) como Madre Suprema Santa
- Hans Christian Andersen es El Poco Mermaid (OAV) como Princess Cecilia
- Henbe (Televisión) como Uchiki Youko
- Instituto! Kimengumi (Televisión) como Sae Uru (2.ª Voz); Tetsuko Kitaiwa
- Hyoga Senshi Gaislugger (Televisión) como Reiko Shiki
- Iczer Reborn (OAV) como Golem
- Ikkyū-san (Televisión) como Yayoi
- Katri, Chica de los Prados (televisión) como Hanna
- Kindaichi Shōnen Ningún Jikenbo (televisión) como Taegawa
- Kingyo Chuuihou! (Televisión) como Chitose madre
- Kotetsu Zieg (Televisión) como Miwa Uzuki
- Kuso Kagaku Sekai Gulliver Chico (televisión) como Aleluya / Necromancer
- Kyoryu Wakusei (Televisión) como Rei
- La Seine Ningún Hoshi (televisión) como Angélique
- Poco Príncipe Cedie (televisión) como Sarah
- Lucy del Arco iris Del sur (televisión) como Kate
- Lupin III (televisión) como Lisa (ep 11)
- Lupin III: Parte II (televisión) como Claudia (ep 133); Margarette (ep 72); Willhelm Briria (ep 102)
- Máquina Hayabusa (televisión) como Sakura Nishionji
- Maicching Machiko-sensei (Televisión) como Machiko
- Majokko Megu-chan (Televisión) como Megu Kanzaki
- Majokko Tickle (Televisión) como Tickle
- Mama wa Shougaku Yonensei (Televisión) como Mirai
- Manga Nihon Emaki (Televisión)
- Mazinger Z (Televisión)
- Meiken Jolie (televisión)
- Mon Cheri Coco (televisión)
- Mori Ningún Tonto-tachi (televisión) como Elmi
- Musashi Ningún Conocimiento (televisión) como Kayo Natsuki
- Muu Ningún Hakugei (televisión) como Madoora
- Nayuta (OAV) como Soz
- O-Cocer núm... Holly (Televisión) como Majoline
- Oniisama E... (Televisión) como Hisako Shinobu (Mariko Madre)
- Oyoneko Boonyan (Televisión) cuando Arere
- Ozu Ningún Mahōtsukai (televisión)
- Policía móvil Patlabor (televisión) como Takayama
- Samurai Gigantes (televisión) como Yuki Banjou
- Sentou Mecha Xabungle (Televisión) como Karone (eps 35-37)
- Serendipity Monogatari: Pyua-tou Ningún Nakama-tachi (televisión) como Minta
- Shinzo Ningen Casshan (Televisión)
- Slayers Especial (OAV) como Josephine
- Listo-san (televisión) como Tamaki
- Sohryuden: Leyenda del Dragón King (OAV) como Toba Saeko
- Acero Jeeg (televisión) como Miwa Uzuki
- Historia de los Alpes: Mi Annette (televisión) como Marie
- Takarajima (Televisión) como Lirio
- La Perrine Historia (televisión)
- La Rosa de Versailles (televisión) como Rosalie
- El Super Siglo de Dimensión Orguss (televisión) como Tina
- Tiempo Bokan (televisión)
- Patrulla de tiempo-Tai Otasukeman (televisión)
- Tonde Mon Pe (Televisión) como Maki Kanou
- Transformadores: Masterforce (televisión) como Mega
- Tsurikichi Sampei (Televisión) como Helen Watson
- Uchuu Kaizoku Capitán Harlock (televisión) como Emeralda
- Uchuu Taitei Dios Sigma (televisión) como Minako
- Uchuusen Sagittarius (Televisión)
- Ultraman: La Aventura Empieza (televisión) como Susan
- Umi Ningún Tritón (televisión)
- Urusei Yatsura (Televisión) como Kurama-hime
- Wakusei Robo Dangard Un (televisión) como Lisa
- Wansa-kun (Televisión)
- Watashi A Watashi: Futari ninguna Lotte (televisión) como Madre
- Melocotón de boda (televisión) como Jura
- X-Bombardero (Títere-televisión de Espectáculo) como Mary Sangrienta
- Yatterman (Televisión)
- Zendaman (Televisión)

### Películas animadas
- Nausicaä Del Valle del Viento (1984) como Chica C; Teto

- Garaga (Película) como Min
- Getter Robo (Película) como Michiru Saotome
- Grande Mazinger tai Getter Robo (película) como Michiru Saotome
- Grande Mazinger tai Getter Robo G - Kuuchuu Dai-Gekitotsu (película) como Michiru Saotome
- Grendizer - Getter Robo G - Grande Mazinger Kessen! Daikaijuu (Película) como Michiru Saotome
- Kindaichi Shōnen Ningún Jikenbo (película) como Saeki
- Lupin III: La Leyenda del Oro de Babilonia (película) como Zakskaya
- Mirai Shōnen Conan Tokubetsu Gallina-Kyodaiki Gigant ningún Fukkatsu (película) como Monsley
- Sailor Moon SuperS The movie como la Reina Badiane
- UFO Robo Grendizer (Película) como Maria
- Urusei Yatsura: Sólo Tú (película) como Princess Kurama